# Chalybion sommereni
Chalybion sommereni är en biart som först beskrevs av Rowland Edwards Turner 1920.
Chalybion sommereni ingår i släktet Chalybion och familjen grävsteklar. Inga underarter finns listade i Catalogue of Life.